# Ernst Haeckel
Ernst Heinrich Philipp August Haeckel, tudi von Haeckel, nemški biolog, prirodoslovec, filozof, zdravnik, profesor in umetnik, * 16. februar 1834, Potsdam (takratna Prusija), † 9. avgust 1919, Jena.
Po izobrazbi je bil doktor medicine, a ga je kmalu po končanem šolanju prevzela zoologija. Tako je na Univerzi v Jeni pridobil še doktorat iz zoologije in bil na isti univerzi profesor primerjalne anatomije nadaljnjih 47 let.
V svojem obsežnem znanstvenem udejstvovanju je opisal in poimenoval na tisoče vrst organizmov vključno s kraljestvom protistov, ustvaril genealoško drevo z vsemi do takrat znanimi oblikami življenja in uvedel v biologijo mnoge nove izraze, kot so ekologija, filum in filogenija. Postavil je definicijo ekologije, ki je v veljavi še danes, prav tako znan pa je po svojem prispevku k razvojni biologiji. Kot zagrizen zagovornik Darwinove teorije evolucije je razvil teorijo rekapitulacije, ki pravi, da je ontogenija kratka rekapitulacija (posnetek) filogenije.
Njegovo umetniško delo obsega več kot sto pol z zelo natančnimi barvnimi ilustracijami organizmov (mnoge od katerih je poimenoval sam), zbranih v zbirki Kunstformen der Natur (Umetniške oblike narave), ki je izhajala med letoma 1899 in 1904.